# Mehmet Başaran
 (juillet 2025).
La mise en forme du texte ne suit pas les recommandations de Wikipédia : il faut le « wikifier ».
Les points d'amélioration suivants sont les cas les plus fréquents. Le détail des points à revoir est peut-être précisé sur la page de discussion.
- Les titres sont pré-formatés par le logiciel. Ils ne sont ni en capitales, ni en gras.
- Le texte ne doit pas être écrit en capitales (les noms de famille non plus), ni en gras, ni en italique, ni en « petit »…
- Le gras n'est utilisé que pour surligner le titre de l'article dans l'introduction, une seule fois.
- L'italique est rarement utilisé : mots en langue étrangère, titres d'œuvres, noms de bateaux, etc.
- Les citations ne sont pas en italique mais en corps de texte normal. Elles sont entourées par des guillemets français : « et ».
- Les listes à puces sont à éviter, des paragraphes rédigés étant largement préférés. Les tableaux sont à réserver à la présentation de données structurées (résultats, etc.).
- Les appels de note de bas de page (petits chiffres en exposant, introduits par l'outil «  Source ») sont à placer entre la fin de phrase et le point final[comme ça].
- Les liens internes (vers d'autres articles de Wikipédia) sont à choisir avec parcimonie. Créez des liens vers des articles approfondissant le sujet. Les termes génériques sans rapport avec le sujet sont à éviter, ainsi que les répétitions de liens vers un même terme.
- Les liens externes sont à placer uniquement dans une section « Liens externes », à la fin de l'article. Ces liens sont à choisir avec parcimonie suivant les règles définies. Si un lien sert de source à l'article, son insertion dans le texte est à faire par les notes de bas de page.
- La présentation des références doit suivre les conventions bibliographiques. Il est recommandé d'utiliser les modèles {{Ouvrage}}, {{Chapitre}}, {{Article}}, {{Lien web}} et/ou {{Bibliographie}}. Le mode d'édition visuel peut mettre en forme automatiquement les références.
- Insérer une infobox (cadre d'informations à droite) n'est pas obligatoire pour parachever la mise en page.

Pour une aide détaillée, merci de consulter Aide:Wikification.
Si vous pensez que ces points ont été résolus, vous pouvez retirer ce bandeau et améliorer la mise en forme d'un autre article.
Pour les articles homonymes, voir Başaran.
Mehmet Başaran est un écrivain et poète turc,. Il est l'un des membres fondateurs de l'Union des écrivains turcs et du Syndicat des enseignants turcs.

## Biographie

### Jeunesse
Mehmet Başaran est né dans le district de Lüleburgaz à Kırklareli. Il est diplômé de l'Institut du village Hasanoğlu en 1946 et a enseigné le turc dans de nombreuses écoles. 

### Carrière
Il devient le représentant du mouvement de la littérature villageoise et du mouvement du réalisme social, qui se renforce en Turquie à partir de la fin des années 1940. Il a créé des œuvres avec une approche esthétique réaliste et socialiste. Être dans la nature et observer la nature ont été des sources d'inspiration. Dans ses poèmes et ses récits, il exprime généralement les difficultés et les douleurs de la vie villageoise avec des images saisissantes. Tout en exposant la lutte des villageois pour l'existence, leur monde intérieur, leurs émotions et leurs traditions, il examine également de manière critique les désordres de l'ordre ,,.
En 1960, il publie le magazine "İmece" avec Sabahattin Eyüboğlu. 
Ses poèmes ont été publiés dans des magazines tels que Adam Sanat, Gündem, Kıyı, Varlık, Yansıma, Yazko Kitap, Yeditepe, Yeni Biçem, Yeni Ufuklar et Yücel. Il a reçu le Prix du roman Orhan-Kemal en 1979 avec son roman "Mehmetçik Memet" ,.

### Mort
Mehmet Başaran est décédé à Istanbul le 28 juin 2015. Il a été emmené à Lüleburgaz et enterré à Ceylanköy ,,.

## Travaux

### Poème
- 1953 : Ahlat Ağacı (Pyrus pyraster)
- 1958 : Karşılama (Bienvenue)
- 1960 : Nisan Haritası (Carte d'avril)
- 1963 : Kocakent (Grande ville)
- 1969 : Pıtraklı Memleket (Patrie de Pitrakli)
- 1975 : Gök Ekin (Ciel Recadrer)
- 1982 : Meşe Seli (Inondation de chêne)
- 1986 : Günler Tuz Rengi (Les jours sont la couleur du sel)
- 1990 : Sis Dağının Başında Borana Bak Borana (Regardez le vent au sommet de la montagne Sis)
- 1996 : Eylülün Kızgın Soluğu (Le souffle colérique de septembre)
- 1997 : Koca Bir Troya Dünya (Un grand monde de Troie)
- 2002 : Pir Sultan Ölür Ölür Dirilir (Pir Sultan meurt et ressuscite)